# 小行星5871
小行星5871（英語：5871 Bobbell）是一颗围绕太阳公转的小行星。1989年2月11日，埃莉諾·赫琳在帕洛马山发现了此天体。
这颗小行星的绝对星等为59.87358等。